# Gelanor
Segons la mitologia grega, Gelanor (en grec antic: Γελάνωρ) va ser un rei d'Argos, fill d'Estenelau i el darrer rei del llinatge de Foroneu.
Quan Dànau va arribar a Argos, li va cedir espontàniament el regne, d'acord amb el que havia revelat l'oracle. Una altra versió diu que Dànau va obtenir el regne després d'una discussió davant del poble d'Argos que acabà en un prodigi: quan estaven a punt d'iniciar un enfrontament a punta de dia, va sortir un llop del bosc llançant-se sobre un ramat que hi havia allí. Va saltar sobre un toro i el va matar. Els argius van quedar sorpresos per l'analogia entre el llop, vingut de lluny  i que no habitava entre els homes, i Dànau. Van creure que era la voluntat divina i van escollir Dànau com a rei, el qual va erigir un santuari a Apol·lo «Liceu» (Apol·lo del llop).